# Сезон охоты (мультфильм, 1981)
«Сезон охоты» — советский рисованный мультипликационный фильм, созданный в 1981 году на студии «Киевнаучфильм».
Дипломант XV ВКФ.
Мультфильм о псе охотничьей породы, мечтавшем пойти на охоту.

## Сюжет
Пёс видит чудесный сон, в котором он бежит по осеннему лесу, освещённому солнцем. Впереди взлетает птица, и пёс громко лает. Хозяин просыпается и гладит пса, успокаивая его. Утром хозяин включает радио, и диктор произносит: «Сегодня открывается сезон охоты.» Хозяин одевается и ведёт пса на прогулку мимо магазина «Охота», на витрине которого: чучела утки и кабана, охотничье ружьё, патронташ, ягдташ, рюкзак и большие сапоги. Всё это пёс с интересом разглядывает. В парке пёс подкрадывается к воробью и теряет из вида хозяина. Вдруг пёс видит человека в сапогах с охотничьим ружьём, патронташем и рюкзаком и начинает проситься пойти с ним на охоту. В лесу пёс несколько раз останавливается в позе «стойка», это означает, что пёс чует впереди дичь. Но в первый раз впереди в кустах оказывается корова, во второй — старушка, собирающая грибы, а в конце — сосиски в рюкзаке. И разозлившийся охотник швыряет в пса свой сапог. Пёс убегает от него под дождём и возвращается в город к своему хозяину, который радуется его возвращению. А ночью уже его хозяин видит сон, что он идёт по осеннему лесу, освещённому солнцем, а впереди взлетает птица.

## Создатели
| режиссёр                  | Александр Викен                                                                  |
| сценарист                 | Александр Курляндский                                                            |
| художник-постановщик      | Валентина Серцова                                                                |
| художники-мультипликаторы | Александр Лавров, А. Карбовничий, Константин Чикин, Виктор Арсентьев, Н. Бондарь |
| оператор                  | Анатолий Гаврилов                                                                |
| директор                  | Иван Мазепа                                                                      |
| композитор                | Владимир Быстряков                                                               |
| звукооператор             | В. Щиголь                                                                        |
| редактор                  | Л. Пригода                                                                       |

## Награды
Мультфильм получил диплом жюри на XV Всесоюзном кинофестивале, проходившем в 1982 году в Таллине.